# Qualen (adelsslægt)
von Qualen (også Quaalen) er en uradelig slægt fra Holsten, der tidligst kendes med Theodoricus de Quale i 1226.
Von Angelus kaldes Juerus de Qualen, da han i 1448 som vidne underskriver en traktat mellem greven af Holsten og byen Hamborg. Siden da kom slægten også til Danmark, hvor den stadig findes. Slægten besad Vindeby Gods i Angel i tidsrummet 1694-1797.
Familiens stamhuse var godserne Damp, Wulfshagen, Vindeby og Koselau. Desuden ejede familien i perioder godserne Herningsholm, Østergård, Svensby, Klein-Nordsee, Bossee, Westensee, Bienebek, Borghorst, Behrensbrook, Rothenstein, Nybøl, Nør, Hemmelsmark, Eschelsmark, Marienthal og Hoffnungsthal.

## Væsentlige medlemmer af slægten
- Frederik Christian von Qualen (1724-1792) – til Vindeby Gods, gehejmeråd
- Henning von Qualen (1703-1785), gehejmeråd
- Josias von Qualen (død 1586) – feltmarskal
- Josias von Qualen (1742-1819) – gehejmeråd
- Otto von Qualen (1566-1620) – holstensk landråd
- Rudolph Anton Ludvig von Qualen (1778-1830) – diplomat